# Phocéa (voilier)
Club Méditerranée puis Phocéa
Pour l'autre signification de « Phocéa », voir Marseille.
Le Phocéa, baptisé à l'origine Club Méditerranée, est un bateau de course transatlantique en solitaire, construit pour le navigateur Alain Colas en 1976.
Constitué d'une coque en acier longue de 72 mètres, pourvu de 1 000 m2 de voilure sur quatre-mâts, Club Méditerranée était l'un des bateaux de course les plus grands, doté de la technique la plus avancée de son époque, et potentiellement un des plus rapides.
Il est rebaptisé La Vie Claire lorsqu'il est racheté par Bernard Tapie en 1982, puis renommé Phocéa après transformations en 1986. À la suite de l'affaire du Phocéa, il est racheté en 1997 par Mouna Ayoub puis transformé chez Lürssen en 1999. Elle le revend en 2010, à Xavier Niel associé aux frères Steve et Jean-Émile Rosenblum. Le prix demandé est de 9,9 millions d'euros.
Le 18 février 2021, le navire coule à la suite d'un incendie près de l'archipel de Langkawi, au large de la Malaisie. Le Phocéa était le plus grand yacht à voile du monde, jusqu'au lancement de l’Athena en 2004.

## Historique

### Alain Colas
En 1976, le navigateur Alain Colas (recordman du tour du monde à la voile en solitaire de 1973 en 169 jours sur son Pen Duick IV « Manureva ») fait construire ce navire hors normes  dessiné par l'architecte naval Michel Bigouin (créateur de Pen Duick IV et Pen Duick V) à l'arsenal de Toulon. Il finance le tout via sa société Alain-Colas-Tahiti SA par une exceptionnelle capacité à solliciter des sponsors.
Le navire est construit dans l'enceinte de l'arsenal du Mourillon à Toulon.
Bateau unique et révolutionnaire de 72 mètres de long, il est baptisé au départ Club Méditerranée, et comporte 1 000 m2 de voilure, quatre mâts de 30 mètres de haut. Il est doté d'équipements technologiques très avancés pour l'époque : décodeur météo, VHF et BLU, système de localisation par satellites SYLOSAT utilisant les six satellites de navigation américains TRANSIT (précision 100 à 200 m). Ce bateau devant effectuer la Transat anglaise (transatlantique en solitaire) et le tour du monde en solitaire, il doit pouvoir être manœuvré par une seule personne : la manœuvre du bateau est entièrement assistée par un système piloté hydraulique.
Ce bateau à la pointe de la technologie d'alors est l'un des voiliers de course les plus grands et les plus rapides au monde, capable d'atteindre théoriquement une vitesse de pointe de 30 nœuds (soit 55 km/h).

#### Transat en solitaire 1976
Le 5 juin 1976, Alain Colas prend le départ de la cinquième Transat anglaise en solitaire, à Plymouth. Les jours suivants, cinq tempêtes se succèdent dans l'Atlantique nord, plusieurs bateaux coulent. Sur Club Méditerranée, elles provoquent la rupture des drisses, câbles tenant les voiles. Alain Colas décide une escale technique à Terre-Neuve, qui dure trente-six heures. Le 29 juin, il arrive à Newport à la cinquième place après une pénalité forfaitaire de 58 heures, mais à seulement 7 heures et 28 minutes en temps réel derrière Éric Tabarly.
En 1978, Alain Colas est porté disparu en mer le 16 novembre alors qu'il participe à la Route du Rhum sur son Pen Duick IV « Manureva ». Son épouse Teura Colas hérite alors de sa société et de ses bateaux laissés de nombreuses années à l'abandon à Tahiti.

### Bernard Tapie
En 1982, l'homme d'affaires Bernard Tapie rachète Club Méditerranée et la société Alain-Colas-Tahiti SA de Teura Colas dont il fait une filiale de son groupe. Il fait rapatrier le bateau de Tahiti à Marseille où il le fait entièrement restaurer et transformer en yacht de luxe, tout en conservant son esprit sportif : seuls des matériaux légers sont utilisés pour l'aménager et qu'il reste performant sous voile. Le voilier est alors rebaptisé La vie Claire et effectue une tentative infructueuse de record de la traversée de l'Atlantique au départ de New York, en 1983,.
Bernard Tapie veut faire de son voilier le plus beau et le plus performant du monde. La rénovation durera trois ans, pour un coût de 68 millions de francs (10 millions d'euros), et le bateau est renommé Phocéa en 1986.
Le 23 mai 1987, à titre d'inauguration, il épouse Dominique Mialet-Damianos, d'origine grecque, à son bord en Grèce durant une cérémonie privée avec quelques amis, célébrée par un prêtre orthodoxe grec et effectue sa première croisière en Méditerranée à bord pour son voyage de noces.
En juin 1988, à sa deuxième tentative, Bernard Tapie bat le record de la traversée de l'Atlantique en monocoque avec Phocéa. Bernard Tapie est personnellement à bord pour la traversée en tant qu'armateur. Des passagers et une équipe de télévision sont invités à bord pour vivre cette traversée. Le navire est sous la responsabilité du commandant Jean-Luc Pinon, assisté de son second Pierre Gaillet et de deux barreurs chefs de quart, Frank Dambrin et François Prévot. Alors qu’une tempête est annoncée, et contre l'avis du capitaine, Bernard Tapie décide de maintenir le cap quoi qu'il arrive. Grâce à sa détermination, le voilier sort indemne de la tempête et le record du monde est battu. C'est la première fois qu'un voilier monocoque traverse l'Atlantique à cette vitesse (huit jours, soit quatre jours de moins que le précédent record de Charlie Barr qui datait de 1905),.
À la suite de la mise en faillite de Bernard Tapie en 1996, le Phocéa est saisi par les liquidateurs judiciaires et revendu en 1997 pour six millions d'euros, prix en dessous de la valeur réelle du bateau, à Mouna Ayoub.

### Mouna Ayoub
Mouna Ayoub, ex-épouse du milliardaire Nasser Al-Rashid, homme d'affaires, promoteur immobilier saoudien et ami personnel du roi d'Arabie saoudite Fahd ben Abdelaziz Al Saoud, rachète le Phocéa avec l'idée de le transformer en profondeur.
Peu sensible à l'esprit sportif qui animait Bernard Tapie, Mouna Ayoub fait remplacer les matériaux légers utilisés pour la décoration par ce dernier, par des matériaux plus lourds, dans la tradition du yachting de luxe. Elle fait réduire par ailleurs la taille des mâts et des voiles, gênée par l'angle de gîte important du bateau sous voiles. Enfin, elle fait ajouter un étage au roof pour disposer de plus de place. Mouna Ayoub dépense ainsi au total 17 millions de dollars en modifications, travaux d'aménagements et de décoration. De l'avis de tous les observateurs du monde du yachting, ces changements ne sont pourtant pas très flatteurs pour le Phocéa : la ligne anciennement élancée est alourdie par le raccourcissement des mâts et l'ajout d'un étage, ainsi que par l'usage de la couleur blanche pour la superstructure qui « ressort » visuellement beaucoup plus. Par ailleurs, le navire s'est alourdi de 60 % et a perdu 35 % de voilure, rendant ses performances sous voiles, autrefois exceptionnelles, beaucoup plus communes.
Mouna Ayoub fait du Phocéa son adresse personnelle et le met en location à partir de 196 000 € la semaine. Les nouveaux propriétaires du Phocéa continuent à le proposer en charter.

### Xavier Niel et associés
En 2010, Mouna Ayoub revend le yacht environ 10 millions d'euros à Xavier Niel, associé aux frères Steve et Jean-Émile Rosenblum, les fondateurs du site Pixmania. Le yacht est immatriculé au Luxembourg. Il est détenu par une société maltaise, Phocea Limited. Celle-ci est à son tour détenue à 50 % par la holding NJJ Capital (société française appartenant à Xavier Niel) et la holding Dotcorp Finance (société luxembourgeoise détenue par les frères Rosenblum).
À l'occasion de la divulgation des « Malta Files », le montage financier utilisé pour la gestion du Phocéa est mis en lumière,.

### Naufrage
En 2021, le Phocéa coule après avoir été partiellement détruit par le feu le 18 février 2021, alors qu'il est ancré dans l'archipel de Langkawi en Malaisie,. Les sept membres de l'équipage, secourus, sont sains et saufs.

## Caractéristiques
- Architecte naval : Michel Bigoin (co-architecte de Pen Duick V).
- Zone de navigation : Méditerranée / Atlantique.
- 12 passagers et 23 membres d'équipage.
- Cabines : 1 Master / 1 VIP / 2 Double / 2 Twin.
- Salon transformable en boîte de nuit.
- Salon de coiffure, gymnase, sauna, jacuzzi, etc.
- Estimation 2007 : 25 millions €.
- Prix demandé en 2010 : 9.9 millions d'euros.

## Palmarès en compétition
- 1976 : cinquième de la Transat anglaise en solitaire, barré par Alain Colas (deuxième en temps réel, mais prenant une pénalité de 58h pour assistance).
- 1988 : record du monde de la traversée de l'Atlantique en monocoque, avec Bernard Tapie en tant qu'armateur. Le bateau étant commandé par le commandant Jean-Luc Pinon, assisté de son second Pierre Gaillet et de deux barreurs chefs de quart, Frank Dambrin et François Prévot.

## Galerie

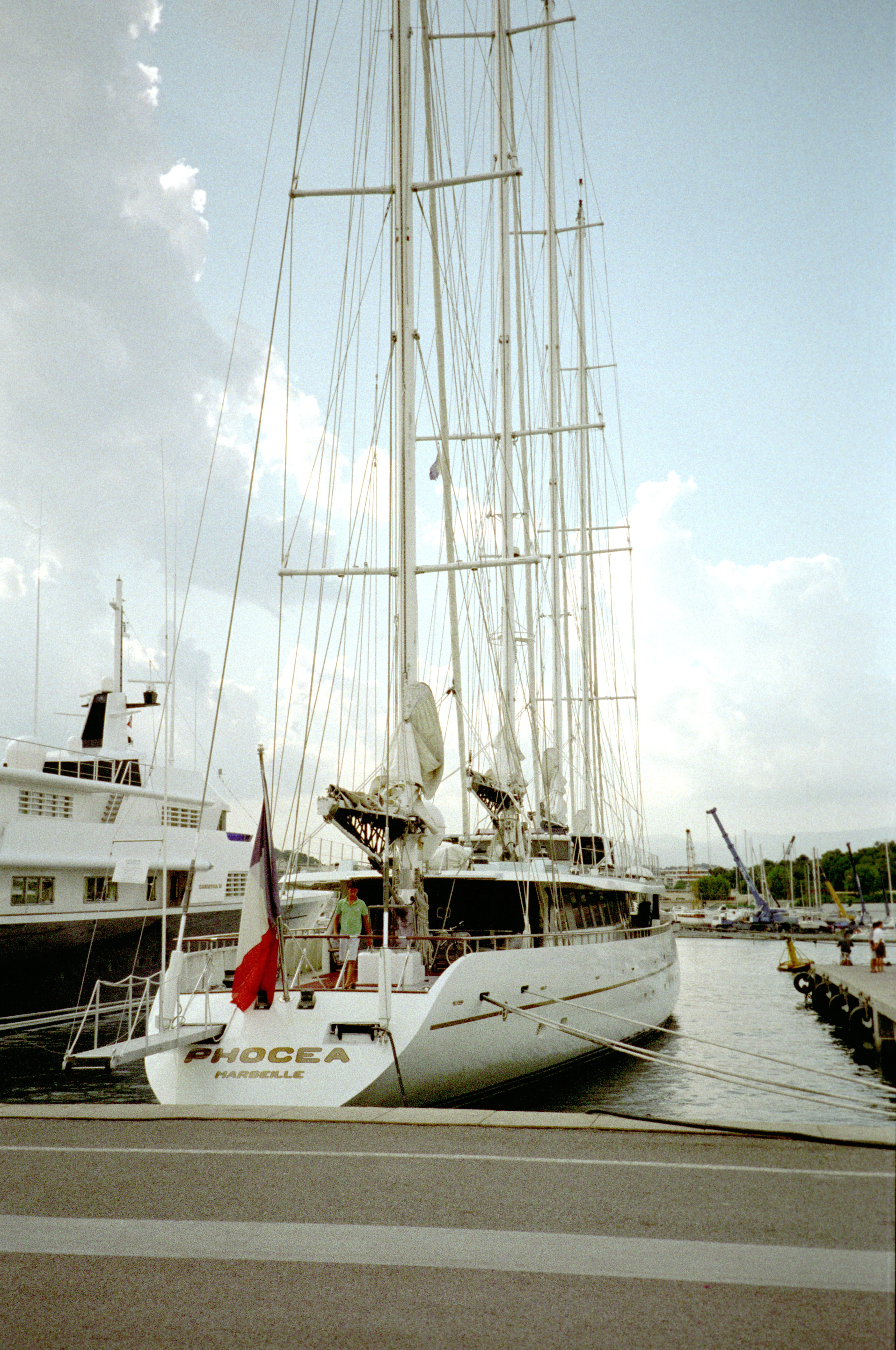
Le Phocéa au port Vauban d'Antibes en 1995.
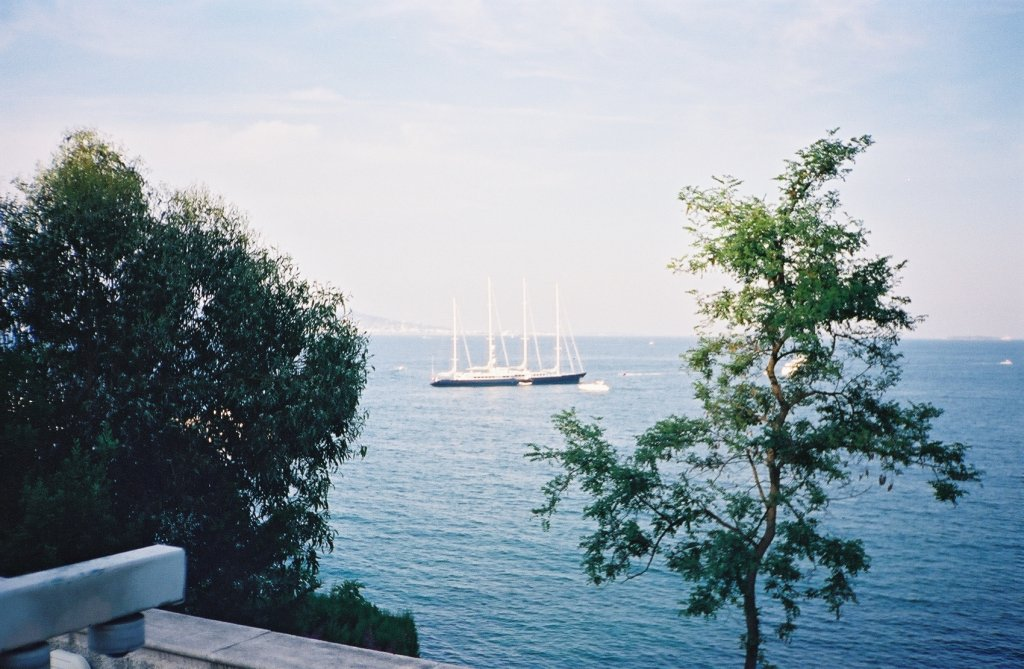
Le Phocéa au large de Cannes.
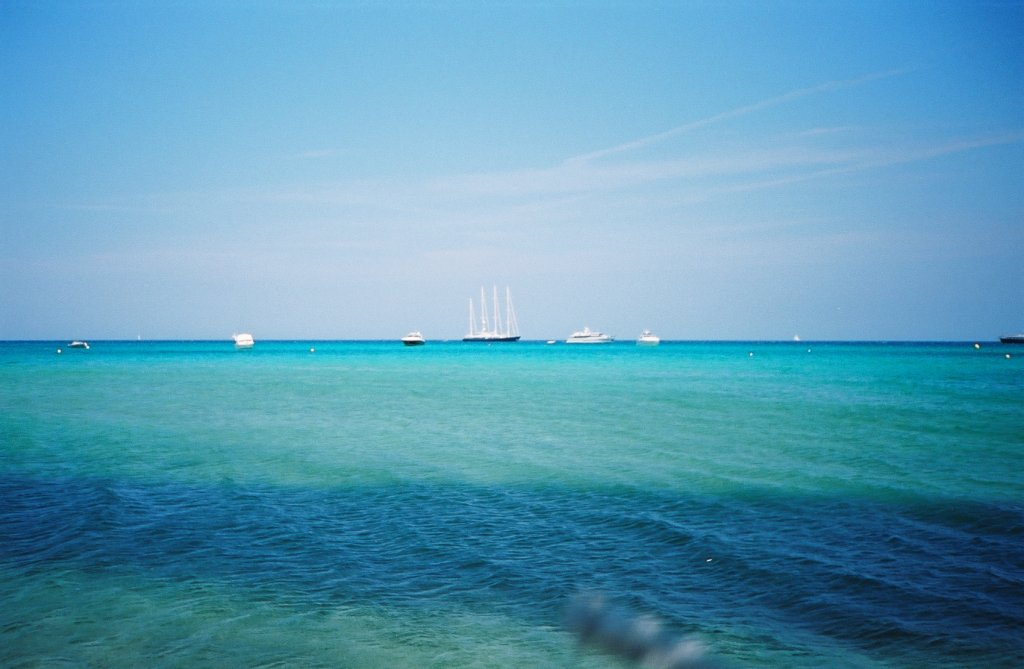
Le Phocéa au large de Pampelonne vers Saint-Tropez.
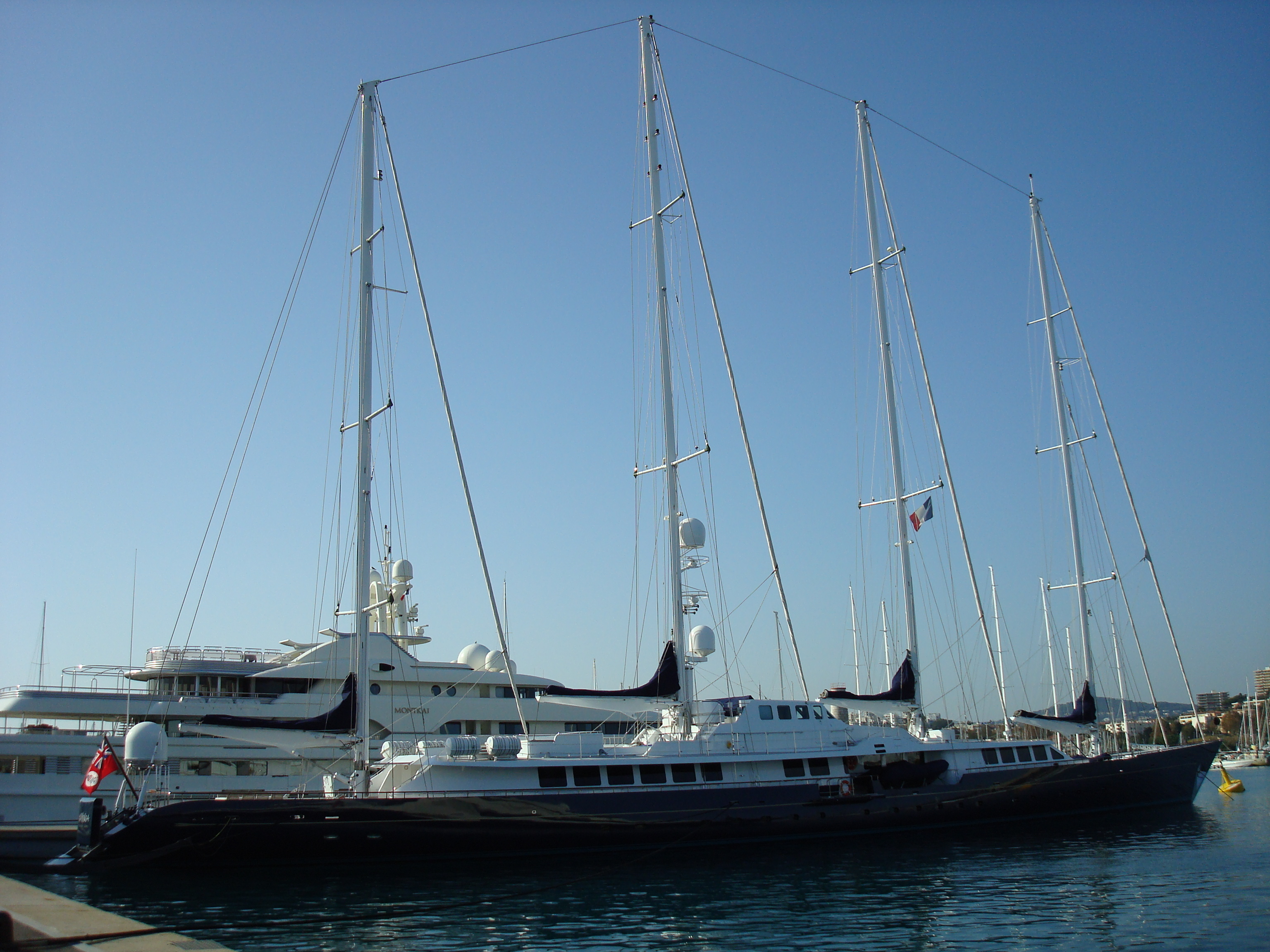
Le Phocéa au port Vauban d'Antibes en 2009.